# Stat sua cuique dies
Stat sua cuique dies ist lateinisch und bedeutet „Jedem ist sein Tag bestimmt“. Der Begriff Tag steht hier euphemistisch für den Todestag.

## Herkunft
Das Zitat stammt aus Vergils Aeneis, Buch 10, 467. Der jugendliche Pallas schickt vor dem ungleichen Kampf gegen Turnus ein Gebet an Herkules. Der, wohl wissend, dass Pallas keine Chance hat, unterdrückt ein Seufzen und weint. Da spricht ihn sein Vater, Jupiter, an:
Stat sua cuique dies, breve et inreparabile tempus
omnibus est vitae; sed famam extendere factis,
hoc virtutis opus. Troiae sub moenibus altis
tot gnati cecidere deum, quin occidit una
Sarpedon, mea progenies; etiam sua Turnum
fata vocant metasque dati pervenit ad aevi.
„Jedem ist sein Tag bestimmt, kurz und unwiederbringlich ist allen die Lebenszeit; doch den Ruhm durch Taten auszudehnen, das ist das Werk der Tapferkeit. Unter den hohen Mauern Trojas fielen so viele Göttersöhne, ja, mit ihnen starb Sarpedon, mein eigener Sohn; auch den Turnus ruft sein Schicksal, denn er ist am Endpunkt des Lebens, das ihm gegeben ist, angekommen.“

## Verwendung
Stat sua cuique dies findet sich in Nachrufen und Todesanzeigen, besonders bei jung Verstorbenen.